# Jan Maruszewski
Jan Maruszewski pseud. Janusz (ur. 7 maja 1926 w Warszawie, zm. 27 stycznia 2020) – polski uczestnik II wojny światowej jako powstaniec warszawski w szeregach Batalionu „Zośka”. 

## Życiorys
Był synem Wincentego i Marii z Namierowskich. Przed powstaniem mieszkał wraz z rodziną przy ul. Okopowej 53 na Woli. 1 sierpnia 1944 w pierwszym dniu powstania zdobył karabin i jako ochotnik dołączył do elitarnego Batalionu „Zośka”. 3 sierpnia został zaprzysiężony w I plutonie „Włodek” – kompanii „Maciek” – batalionu „Zośka” – Zgrupowania „Radosław” AK. Brał udział w walkach o cmentarz żydowski i cmentarze ewangelickie na Woli. Po wycofaniu się w kierunku Starego Miasta został ranny w dniu 11 sierpnia. Przebywał w szpitalach powstańczych przy ul. Podwale i Długiej oraz w szpitalu przy ul. Miodowej. Po ewakuacji do Śródmieścia ponownie trafił do szpitala, skąd po kapitulacji został deportowany jako jeniec do Stalagu 344 Lamsdorf. Zbiegł z niewoli podczas transportu z Łambinowic do Szczecina. 
Po wojnie był represjonowany. Pod zarzutem próby obalenia ustroju Polski Ludowej został aresztowany 3 sierpnia 1945 i skazany na 10 lat więzienia. Wyrok odbywał od sierpnia 1945 do sierpnia 1950 (w 1947 objęła go amnestia, w wyniku której jego wyrok skrócono do 5 lat) we Wronkach. 
Był w grupie dwudziestu powstańców warszawskich odznaczonych 16 kwietnia 2015 przez ambasadora Republiki Federalnej Niemiec Rolfa Nikela – Krzyżem Zasługi na Wstędze Orderu Zasługi Republiki Federalnej Niemiec, za działania na rzecz pojednania polsko-niemieckiego.
Pochowany w Panteonie Żołnierzy Polski Walczącej Cmentarza Wojskowego na Powązkach w Warszawie (kwatera D18-P03-4).